# Smolasty
Smolasty, pseudonimo di Norbert Smoliński (Varsavia, 27 agosto 1995), è un rapper polacco.

## Biografia
Originario della capitale della Polonia, è salito alla ribalta nel 2016, anno in cui ha firmato un contratto con la divisione polacca della Warner. Attraverso quest'ultima è stato pubblicato il primo album in studio Jestem, byłem, będę, che è stato promosso dal singolo omonimo, certificato oro dalla Związek Producentów Audio-Video per aver venduto 10 000 unità a livello nazionale.
Nel 2018 è uscito il secondo disco Fake Love, che ha esordito alla 7ª posizione della OLiS e che gli ha permesso di ottenere una candidatura come rivelazione dell'anno nell'ambito del Fryderyk, il principale premio musicale nazionale. L'album, certificato platino con oltre 30 000 unità vendute, ha prodotto i singoli Uzależniony e Fake Love, entrambi certificati quadruplo platino per un totale di 160 000 unità combinate certificate.
Pełnia, il terzo disco del rapper e reso disponibile nel 2020, gli ha fruttato il suo miglior posizionamento nella classifica nazionale poiché ha fatto il proprio ingresso al numero 2, bloccato da Romantic Psycho di Quebonafide. Dal progetto, certificato platino, sono stati estratti svariati singoli, tra cui Tusz e Raj, che per aver totalizzato rispettivamente 40 000 e 60 000 unità hanno conseguito la certificazione di doppio e triplo platino.
Almost Goat (2022), il suo quinto LP, è stato certificato diamante per aver accumulato oltre 150 000 unità; esso è stato promosso dalla hit Duże oczy, certificata triplo diamante (750 000 unità). Lo stesso esito è stato replicato da Nim zajdzie Słońce (2023), un duetto con Doda.

## Discografia

### Album in studio
- 2017 – Jestem, byłem, będę
- 2018 – Fake Love
- 2020 – Pełnia
- 2021 – Ghetto Playboy
- 2022 – Almost Goat

### Mixtape
- 2017 – Los

### Singoli
- 2016 – Jestem, byłem, będę
- 2017 – Cały klub to my
- 2017 – Coraz wiecej
- 2017 – Chcialbys byc tam gdzie my
- 2017 – Paranoje
- 2017 – Nie pierwszy raz (feat. Kuban)
- 2018 – Uzależniony (feat. Otsochodzi)
- 2018 – Damy radę (con Jan-Rapowanie e Nocny)
- 2018 – Fake Love (feat. Białas)
- 2019 – Lepsze dni (con i Miyo)
- 2019 – Safari (con Lanek e Żabson feat. Kizo)
- 2019 – Tusz (feat. Tymek)
- 2019 – Raj
- 2019 – Najlepsze lata (con PlanBe)
- 2019 – Haagen dans (feat. Mr. Polska)
- 2020 – Pełnia (con Ewa Farna)
- 2020 – Sam (con Białas)
- 2020 – Kreski
- 2020 – Perła na dnie (feat. Robert Gawliński)
- 2020 – Tyson Fury
- 2020 – Hula Hop
- 2020 – Fiesta (con Deemz e Sobel)
- 2020 – Tequila (con Szpaku)
- 2020 – Skandal (Odbijam) (con Marina)
- 2020 – Ghetto Playboy (con Kaz Bałagane e Kabe)
- 2020 – Duchy
- 2020 – Piękne Ku##Stwo (con Przyłu e Berson)
- 2021 – Cartier (con Kizo)
- 2021 – Powiedz (con Qry)
- 2021 – Blask (con Floral Bugs)
- 2021 – WWA płonie (con Frosti e Pedro)
- 2021 – Oh Daddy (con Oliwka Brazil)
- 2021 – Duże oczy (con Pedro e Francis)
- 2021 – Asfalt (con Berson e Atutowy)
- 2021 – Ratuj
- 2022 – Toxic Baby (feat. Oliwka Brazil)
- 2022 – Boję się kochać (con Young Leosia)
- 2022 – Pijemy za lepszy czas (con 730Huncho)
- 2022 – Sezon (con Tribbs)
- 2022 – Almost Goat (con Wiktor)
- 2022 – Gorzki smak
- 2023 – Herbata z imbirem
- 2023 – Zombieland
- 2023 – Papito (con Kizo)
- 2023 – Mbappé (con Kubańczyk e Tribbs)
- 2023 – Nim zajdzie Słońce (con Doda)
- 2024 – Nie mów że kochasz (con Roxie Węgiel)
- 2024 – Masterszef (con Książulo e Wiktor)
- 2024 – Nie żałuję (con Doda)
- 2024 – Dalej
- 2024 – Połowa mnie (con Sylwia Grzeszczak)
- 2025 – Lady (con Jonatan e Kizo)
- 2025 – Good Girl